# Saint Vincent và Grenadines
Saint Vincent và Grenadines là một đảo quốc thuộc chuỗi đảo Tiểu Antilles trong lòng biển Caribe. Vùng lãnh thổ rộng 389 km² này bao gồm phần đảo chính Saint Vincent và phần lớn phía bắc Grenadines. Trước kia, trong suốt một thời gian dài từ thế kỷ XVIII đến nửa cuối thế kỷ XX, nơi đây từng là thuộc địa cũ của thực dân Anh. Mãi tới năm 1979, đảo quốc này mới được trao trả nền độc lập. Ngày nay, Saint Vincent và Grenadines là một thành viên của nhiều tổ chức quốc tế như Khối Thịnh Vượng Chung và Cộng đồng Caribe.

## Lịch sử

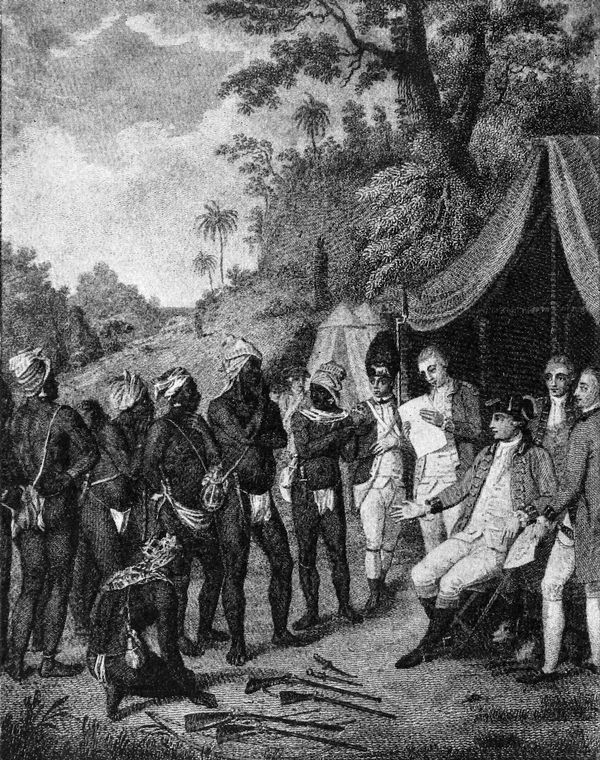
Bức tranh mô tả cuộc đàm phán phân chia Saint Vincent và Grenadines giữa người Anh và người Carib

Người Carib định cư trên đảo St. Vincent từ trước khi người châu Âu đặt chân đến. Đảo này vẫn còn nhiều những đồ tạo tác của người Carib xưa. Đảo này do Cristoforo Colombo phát hiện năm 1498 bị Anh và Pháp tranh giành quyền sở hữu, trở thành thuộc địa của Anh thông qua Hiệp ước Paris 1763. Năm 1773, đảo bị phân chia giữa người Anh và người Carib, nhưng xung đột vẫn kéo dài dai dẳng. Năm 1776, người Carib nổi dậy và bị đánh bại. Sau đó, thực dân Anh trục xuất họ sang các đảo trong vùng vịnh Honduras, và đem hàng ngàn người nô lệ châu Phi sang để phát triển các đồn điền mía.
Đảo này thuộc Liên hiệp Tây Ấn từ năm 1958 cho đến khi Liên hiệp này bị giải tán năm 1962, giành được độc lập năm 1979. Các đợt phun trào của núi lửa La Soufrière (1979), rồi đến cơn bão Allen (1980) gây thiệt hại trầm trọng đến nền kinh tế, đặc biệt là các vụ thu hoạch chuối.
Kinh tế bắt đầu phục hồi trong thập niên 1990 với sự phát triển của ngành du lịch.
Năm 1996, Saint Vincent & Grenadines và Hoa Kỳ ký một hiệp định qua đó cho phép nhân viên của Cảnh sát liên bang Mỹ truy nã bọn buôn lậu ma tuý trong vùng lãnh hải nước này và cung cấp việc dẫn độ tội phạm.

## Chính trị
Saint Vincent và Grenadines là một nền dân chủ nghị viện và chế độ quân chủ lập hiến với Quốc vương Charles III là người đứng đầu nhà nước, mang danh hiệu Quốc vương của Saint Vincent và Grenadines. Quốc vương có đại diện trong nước là Toàn quyền Susan Dougan.
Toàn quyền có chức năng chủ yếu là nghi lễ bao gồm việc khai mạc các cuộc họp của quốc hội và bổ nhiệm các quan chức chính phủ khác nhau. Quyền kiểm soát chính phủ thuộc về Thủ tướng được bầu trực tiếp và có quyền bổ nhiệm các vị trị trong nội các của mình. Thủ tướng hiện nay là Ralph Gonsalves.

## Địa lý
Saint Vincent và Grenadines nằm về phía tây của Barbados, phía bắc giáp Saint Lucia và phía nam giáp Grenada trong quần đảo Tiểu Antilles, một quần đảo hình vòng cung ở vùng biển Caribe. Các đảo Saint Vincent và Grenadines bao gồm hòn đảo chính Saint Vincent rộng 344 km2 và phía bắc là đảo Grenadines 45 km2 và một chuỗi các hòn đảo nhỏ trải dài về phía nam từ Saint Vincent đến Grenada.
Đảo Saint Vincent là đảo núi lửa và ít các vùng đất thấp. Phía đón gió của đảo có rất nhiều đá và dốc, trong khi phía dưới gió có những bãi cát ven biển và vịnh. Điểm cao nhất của nước này là núi lửa La Soufrière cao khoảng 1.234m.

## Kinh tế
Kinh tế quốc gia chủ yếu dựa vào trồng trọt và xuất khẩu chuối, dừa, các loại cây trồng cung cấp gia vị và hương liệu. Công nghiệp gồm các ngành khai thác (cát, sỏi) và sản xuất (bột, thuốc lá và rượu rum). Đánh bắt cá biển cũng giữ vai trò quan trọng. Du lịch phát triển ở các đảo phía Bắc (Grenadines).
Ngành nông nghiệp bị chi phối bởi sản xuất chuối, là lĩnh vực quan trọng nhất của nền kinh tế. Lĩnh vực dịch vụ, chủ yếu dựa vào một ngành công nghiệp du lịch phát triển, cũng rất quan trọng. Chính phủ đã giới thiệu một số ngành công nghiệp mới nhưng không thành công, và tỷ lệ thất nghiệp tiếp tục tăng cao đến 22%. Sự phụ thuộc liên tục vào một loại cây trồng duy nhất đại diện cho cả nền kinh tế là những trở ngại lớn nhất để phát triển kinh tế của quốc đảo này.
Ngành du lịch có tiềm năng phát triển đáng kể. Việc bộ phim nổi tiếng Cướp biển Caribbean được quay trên đảo quốc này đã giúp cho ngành du lịch nước này phát triển. Tăng trưởng GDP gần đây đã được kích thích bởi hoạt động mạnh mẽ trong ngành xây dựng và cải thiện trong ngành du lịch.
Tính đến năm 2016, GDP của Saint Vincent và Grenadines đạt 766 USD, đứng thứ 182 thế giới và đứng thứ 10 khu vực Caribe.

## Hành chính
Saint Vincent và Grenadines được chia thành 6 giáo xứ. Năm giáo xứ ở Saint Vincent, trong khi giáo xứ thứ sáu được tạo thành từ các đảo Grenadine. Kingstown nằm trong Giáo xứ Saint George và là thành phố thủ đô cũng như là trung tâm hành chính của đất nước.

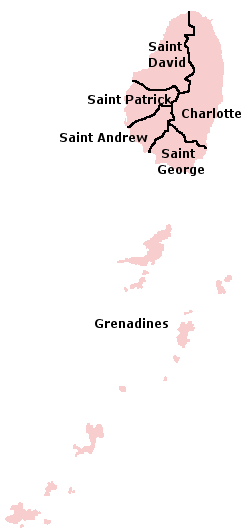
Bản đồ hành chính 6 giáo xứ

| Giáo xứ hành chính | Diện tích (km²) | Dân số (2000) | Thủ phủ        |
| ------------------ | --------------- | ------------- | -------------- |
| Charlotte          | 149             | 38.000        | Georgetown     |
| Grenadines         | 43              | 9.200         | Port Elizabeth |
| Saint Andrew       | 29              | 6.700         | Layou          |
| Saint David        | 80              | 6.700         | Chateaubelair  |
| Saint George       | 52              | 51.400        | Kingstown      |
| Saint Patrick      | 37              | 5.800         | Barrouallie    |
| Tổng cộng          | 390             | 117.800       |                |

## Nhân khẩu
| Tôn giáo tại Saint Vincent và Grenadines | Tôn giáo tại Saint Vincent và Grenadines | Tôn giáo tại Saint Vincent và Grenadines | Tôn giáo tại Saint Vincent và Grenadines | Tôn giáo tại Saint Vincent và Grenadines |
| ---------------------------------------- | ---------------------------------------- | ---------------------------------------- | ---------------------------------------- | ---------------------------------------- |
| Tôn giáo                                 | Tôn giáo                                 |                                          | tỷ lệ                                    | tỷ lệ                                    |
| Anh giáo                                 | Anh giáo                                 |                                          | 47%                                      | 47%                                      |
| Giám Lý                                  | Giám Lý                                  |                                          | 28%                                      | 28%                                      |
| Công giáo Roma                           | Công giáo Roma                           |                                          | 13%                                      | 13%                                      |
| Khác                                     | Khác                                     |                                          | 12%                                      | 12%                                      |

Tính đến tháng 5 năm 2009 dân số quốc đảo này là 104.574 người. Các thành phần dân tộc chính là 66% người gốc châu Phi, 20% có nguồn gốc khác, 6% người Ấn Độ, 4% người châu Âu (chủ yếu là người Bồ Đào Nha), 2% người Carib, 2% những người thuộc sắc tộc khác. Người gốc châu Phi là con cháu của người châu Phi được thực dân Bồ Đào Nha mang đến hòn đảo này để làm việc trên các đồn điền. Có những nhóm dân tộc khác như người Bồ Đào Nha (đến từ Madeira) và Đông Ấn Độ, cả hai sắc tộc này được đưa đến để làm việc trên các đồn điền sau khi bãi bỏ chế độ nô lệ đối với người Anh, và người Syria sống trên đảo. Ngoài ra còn có một dân số ngày càng tăng của người Trung Quốc.